# Zgromadzenie Misjonarzy Towarzystwa Maryi
Zgromadzenie Misjonarzy Towarzystwa Maryi (montfortanie, łac. Societas Mariae Montfortana) – misyjne zgromadzenie zakonne w Kościele katolickim. Wspólnota została założona przez Świętego Ludwika de Montfort w 1705 roku wraz z powołaniem jego pierwszego ucznia-misjonarza, Mathurina Rangearda. Zakon składa się z kapłanów i braci, którzy służą zarówno w ojczyźnie, jak i w innych krajach. Rodzina Montfortian składa się z trzech grup: Towarzystwa Maryi, Córek Mądrości i Braci św. Gabriela.
Zgromadzenie bazuje na nauczaniu Świętego Ludwika Mari Grignion de Montfort oraz jego koncepcji niewolnictwa maryjnego (doskonałej drogi do Jezusa Chrystusa). Do tejże koncepcji nawiązał Karol Wojtyła, czerpiąc z Traktatu św. Ludwika hasło Totus Tuus (dosł. „Cały Twój”), jako swą dewizę biskupią i później papieską. Znanym niewolnikiem maryjnym i propagatorem tej idei jako niewoli miłości Maryi był kardynał Stefan Wyszyński, określany mianem „Prymasa Tysiąclecia”. Innym propagatorem tego nabożeństwa był św. Maksymilian Maria Kolbe i założone przez niego międzynarodowe stowarzyszenie Rycerstwo Niepokalanej (Militia Immaculatae).

## Historia
Już w 1700 roku Montfort wpadł na pomysł założenia stowarzyszenia misjonarzy. Pięć miesięcy po święceniach, w listopadzie 1700 roku, Św. Ludwik de Montfort napisał: „Nieustannie proszę w moich modlitwach o ubogie i małe grono dobrych kapłanów, aby głosili misje i rekolekcje pod sztandarem i opieką Najświętszej Dziewicy”.
W 1713 r. Udał się do Paryża w celu rekrutacji członków do swojej wspólnoty. Dyrektor seminarium Du St-Esprit obiecał wysłać mu takich młodych księży, którzy poczuliby się powołani do pracy misyjnej. W przerwach między misjami Św. Ludwik de Montfort pisał Regułę Towarzystwa Maryi, chociaż żadne oficjalne członkostwo nie powstało przed śmiercią. Po śmierci Św. Ludwika de Montforta w 1716 r. Jego misję kontynuowali dwaj młodzi księża i okazjonalni współpracownicy, ks. Adrien Vatel i ks. Rene Mulot. W latach 1718–1781 „Mulotyny”, choć nieliczne, wykonały ponad 430 misji w całej zachodniej Francji, z których większość trwała miesiąc.
Po rewolucji francuskiej wspólnota Montfortian została zreorganizowana przez księdza Gabriela Deshayesa, wybranego przełożonego generalnego w 1821 roku. Otrzymał od papieża Leona XII krótkie pochwały dla Towarzystwa Maryi i Córek Mądrości, które również zostało utworzone przez de Montforta z pomocą błogosławionej Marii Ludwiki Trichet. Ojciec Dalin, który był przełożonym generalnym w latach 1837–1855, uzyskał aprobatę kanoniczną obu kongregacji. Dotychczas misjonarze mieli tylko jedną rezydencję, dom-matka w Saint-Laurent-sur-Sèvre w regionie Pays de la Loire (gdzie Św. Ludwik de Montfort i Trichet są pochowani). Za rządów Dalina jako generała zakonu założono kilka placówek we Francji. Pod rządami jego następcy, ojca Denisa (1855-1877), wspólnota przyjęła kierownictwo seminarium w Pontchâteau w diecezji Nantes, skąd księża zostali wysłani na Haiti, co było pierwszą akcją zakonu w misjach zagranicznych.
Nastroje antyklerykalne, które pojawiły się we francuskim rządzie pod koniec XIX wieku, doprowadziły do uchwalenia praw Jules Ferry, które doprowadziły do opuszczenia Francji przez wiele kongregacji religijnych prowadzących szkoły. Montforiańscy nowicjusze schronili się w Holandii, gdzie powstał nowicjat. W 1883 r. założono też szkołę w Schimmert. W tym samym roku powstał pierwszy dom w Kanadzie. Beatyfikacja Św. Ludwika de Montforta w 1888 r. Dała nowy impuls do rozwoju zakonu. Niedaleko Ottawy (1890) założono nowicjat; szkoła misyjną założono w Papineauville, Quebec (1900) i rozpoczęto misje w Danii. W 1901 roku Towarzystwo przejęło władzę nad ówczesnym wikariatem apostolskim Nyassa Land (Malawi), w którym Zgromadzenie służy do dziś. XX wiek był świadkiem ekspansji zakonu na całym świecie, a jej członkowie służą obecnie na wszystkich kontynentach.

## Misja i charyzmat
Misja Zgromadzenia Maryi jest wyrażona w Konstytucjach Zgromadzenia w następujący sposób:
„Nasza misja w Kościele polega na ujawnianiu tajemnicy zbawienia tym, którzy jej jeszcze nie znają, i na pomaganiu tym, którzy już słyszeli Dobrą Nowinę, w odkrywaniu i pogłębianiu tej tajemnicy poprzez odnowioną świadomość sensu ich chrzcielnego zaangażowania”. „Maryjny charakter Zgromadzenia jest istotnym dobrem naszego Zgromadzenia. Maryja nie jest obecna w życiu misjonarzy w sposób przypadkowy: oddanie dla Niej jest integralną częścią życia duchowego i apostolstwa. „Całkowite poświęcenie się” Jezusowi przez Maryję jest najwybitniejszym znakiem maryjnego charakteru naszego powołania”

## Śluby
Jako członkowie zgromadzenia zakonnego Montfortianie przyjmują rady ewangeliczne, przyjmując trzy tradycyjne śluby zakonne: ubóstwa, czystości i posłuszeństwa. Ubóstwo oznacza, że wszystkie dobra są wspólne i żaden członek nie może gromadzić bogactwa. Czystość oznacza coś więcej niż powstrzymywanie się od aktywności seksualnej, a jej celem jest całkowite udostępnienie zakonnika do służby; jest to również znak, że tylko Bóg może całkowicie wypełnić ludzkie serce. Dla członka zgromadzenia zakonnego posłuszeństwo nie oznacza niewolniczego robienia tego, co powie przełożony, ale uważnego słuchania woli Bożej przez modlitewne słuchanie głosu przełożonego. Ostatecznie te śluby są przeżywane we wspólnocie i wzmacniane przez więź z Bogiem.

## Formacja religijna

### Zapytanie i rozeznanie
W ramach tego procesu rozeznawania zainteresowani wierni spędzają weekendy, a nawet dłużej, w społeczności Montfortian. W tym czasie członkowie Zgromadzenia omawiają, jak to jest być kapłanem, bratem lub siostrą zakonną, którzy poświęcili życie Jezusowi przez Maryję. Zachęca się również młodych ludzi do jak najczęstszego uczęszczania we Msze św. I do regularnego spędzania czasu na modlitwie, aby lepiej rozeznawać swoje powołanie.

### Postulat
Okres ten trwa od sześciu miesięcy do roku, a postulanci żyją we wspólnocie w pełnym wymiarze godzin. Postulat ten ma na celu głębsze poznanie tego, co to znaczy podążać za Chrystusem i Matką Bożą jako przyszły członek zgromadzenia.

### Nowicjat
Kiedy kandydat zna maryjny sposób życia, zostaje przyjęty do nowicjatu, przygotowując się do złożenia ślubów ubóstwa, czystości i posłuszeństwa. Rok nowicjatu jest przełomowy, bo to wtedy nowicjusze...
„...lepiej rozumieją ich boskie powołanie, które jest właściwe zakonowi, doświadczyć sposobu życia zakonu i ukształtować jego umysł i serce w jego duchu, tak aby ich intencja i przydatność zostały wypróbowane”.
W ten sposób nowicjusze mają możliwość dłuższej modlitwy i czytania duchowego, a także ciszy, aby zastanowić się nad powołaniem, które Bóg ofiaruje, i nad naturą ich odpowiedzi. Szczególny nacisk kładzie się na rozwój duchowy nowicjusza, zwłaszcza poprzez kierownictwo duchowe. Podczas nowicjatu dogłębnie studiuje się historię i Konstytucje Zgromadzenia. Na zakończenie nowicjatu składa się prosty ślub i osoba zostaje oficjalnie członkiem Kongregacji.
„Przez profesję zakonną członkowie zobowiązują się publicznie do przestrzegania trzech rad ewangelicznych, są konsekrowani Bogu przez posługę Kościoła i są włączani do instytutu z prawami i obowiązkami określonymi przez prawo”.
W ramach ceremonii nowy członek jest ubrany w habit Montfortian, który składa się z czarnej sutanny z kordonem z trzema węzłami i różaniec.

### Post nowicjat
Post nowicjat jest to miejsce, w którym nowi zakonnicy pogłębiają swoje zaangażowanie jako członkowie Zgromadzenia i decydują, czy zobowiązać się do życia ślubowanego, czy też nie. Dla tych, którzy mają powołanie do bycia bratem, dąży się do odpowiedniego przygotowania w jego szczególnej dziedzinie zainteresowań. To normalne, że brat składa śluby wieczyste w Zgromadzeniu po 3 lub 4 latach. Towarzystwo Maryi zapewnia, że zwłaszcza Bracia wzbogacają Misję swoimi talentami jako budowniczymi, zwłaszcza jako rolnicy, sekretarze, prowadzący katechezę i liturgię: posługi, które nadal świadczą przy pomocy komputera i internetu.
Osoby powołane do święceń kapłańskich studiują teologię, jeśli nie mają doświadczenia w tej dyscyplinie, uczęszczają na kursy filozoficzne. Pod koniec tego okresu formacji, który zgodnie z prawem kanonicznym może trwać od 3 do 6 lat składa się profesję wieczystą (śluby wieczyste) i następuje święcenia diakonatu, a następnie prezbiterium od 6 miesięcy do 1 roku. rok później. W wyjątkowych okolicznościach śluby czasowe mogą zostać przedłużone poza okres 6 lat, ale nie dłużej niż 3 lata.

## Struktura
Podobnie jak w przypadku wszystkich kongregacji zakonnych w łacińskiej gałęzi Kościoła katolickiego, Montfortianie są kierowani przez przełożonego generalnego, któremu pomaga jego rada. Generał zwołuje kapitułę generalną zgodnie z konstytucjami Towarzystwa i to właśnie to zwołanie (złożone z wybranych członków z całego świata) wyznacza cele, ustanawia prowincje i ustala politykę. Istnieją prowincje, wiceprowincje i delegacje, z których każda jest kierowana przez prowincjusza (lub kogoś podobnego) wybranego przez tych członków, którzy złożyli śluby wieczyste.

## Społeczności
- Polska społeczność ma swoje centrum w Częstochowie na ulicy Noskowskiego 13 (niedaleko Jasnej Góry)[10]
- Wiceprowincja Belgii: apostolat maryjny, parafie, misja w Demokratycznej Republice Konga
- Wiceprowincja Kanady: parafie w Quebecu, rekolekcje, sanktuarium maryjne w Montrealu i misje parafialne
- Prowincja Kolumbia: seminarium w Bogocie, parafie i misja w regionie Vichada
- Prowincja Francja: parafie, misje w Argentynie i Hiszpanii, skąd członkowie hiszpańscy udali się do Ekwadoru, misje na Bahamach, Haiti, Reunion i Madagaskarze
- Niemcy Delegacja generalna: parafie, nauczanie, publikacje religijne
- Delegacja w Indiach: domy formacyjne, edukacja, ludy plemienne, sprawiedliwość i pokój
- Wiceprowincja Indonezji: ludność tubylcza, osoby zakażone wirusem HIV, edukacja
- Prowincja Włoch: parafie, rekolekcje, misje parafialne, wydawnictwa, misje na Madagaskarze, Malawi, Peru i Zambii
- Prowincja Niderlandów: misje w Brazylii, Indonezji i Ugandzie, 3 parafie w Danii, obecne w Mozambiku
- Prowincja Papua-Nowa Gwinea (w której pracują wyłącznie bracia i siostry): edukacja, opieka zdrowotna, osoby zakażone wirusem HIV
- Generalna delegacja Filipin: parafia, wspólnoty wiejskie na Cebu
- Portugalia Delegacja generalna: parafie i międzynarodowe sanktuarium Matki Bożej Fatimskiej
- Wiceprowincja Zjednoczonego Królestwa: misje parafialne, rekolekcje, imigranci, misje w Malawi i Ugandzie, gdzie praca jest głównie z osobami dotkniętymi AIDS
- Prowincja Stanów Zjednoczonych: parafie, rekolekcje, misje parafialne, wydawanie czasopism religijnych, praca misyjna w Nikaragui[11]